# Düssel
Düssel er en flod i delstaten Nordrhein-Westfalen i Tyskland, og en af  Rhinens bifloder fra højre.  Den har sit udspring Wülfrath og Velbert i Bergisches Land. Floden løber vestover gennem Neanderthal, hvor de første fossiler af neandertaler blev fundet i 1856. Düssel løber ud i Rhinen ved Düsseldorf. Navnet Düsseldorf kommer fra floden, og  dorf der betyder lille by.